# Le Héros de l'Alaska
Pour plus de détails, voir Fiche technique et Distribution.
Le Héros de l'Alaska (titre original : The Soilers) est un film muet américain, réalisé par Ralph Ceder, sorti le 25 novembre 1923.

## Synopsis
Stan Laurel se venge d’un homme d’affaires qui lui a volé sa mine d’or en Alaska. Il est à noter qu'un personnage ouvertement gay apparaît dans ce film.

## Fiche technique
- Titre original : The Soilers
- Titre français : Le Héros de l'Alaska
- Réalisation : Ralph Ceder
- Photographie : Frank Young
- Producteurs : Hal Roach, Gilbert M. Anderson
- Société de distribution : Pathé Exchange
- Pays de production :  États-Unis
- Langue : anglais
- Format : Noir et blanc — 35 mm — 1,33:1 — Muet
- Genre : Comédie burlesque
- Durée : 23 minutes
- Date de sortie :
  - États-Unis : 25 novembre 1923

## Distribution
- Stan Laurel - Bob Canister
- Ena Gregory - The girl
- Mae Laurel - Woman in saloon
- James Finlayson - Smacknamara
- Billy Engle - Prospecteur
- Eddie Baker - Prospecteur
- George Rowe - Man in saloon
- Jack Ackroyd - Henchman
- Jack Gavin - Prospecteur
- Marvin Loback - Henchman
- Joe Bordeaux
- Sammy Brooks
- Al Forbes
- Katherine Grant
- John B. O'Brien
- 'Tonnage' Martin Wolfkeil

## Source
- DVD «  Stan Laurel - 16 courts métrages - 1923-1925 », 2008 - publié par MK2